# 北レバノン県
北レバノン県（きたレバノンけん、アラビア語: محافظة الشمال、Liban-Nord）は、レバノンの北部にある県である。東にレバノン山脈、西に地中海が面し、気候も温暖。古くからフェニキア人が住み始め、他民族の征服が何度も繰り返され、支配国の入れ替わりが激しかった。そのために数多くの遺跡がある。県都はレバノン第2の都市、トリポリ（Tripoli）である。面積は1236平方キロメートル、人口は約79万人（2017年推定）。
単に北部県（الشمال）とも呼ばれる。かつてはレバノンの最北端までを管轄しシリアとの国境と接していたが、2003年に県北部のアッカール郡が分立しアッカール県となったため、最北端の県ではなくなった。

## 隣接する県
- アッカール県
- バールベック＝ヘルメル県
- ケセルワン＝ジュベイル県

## 郡

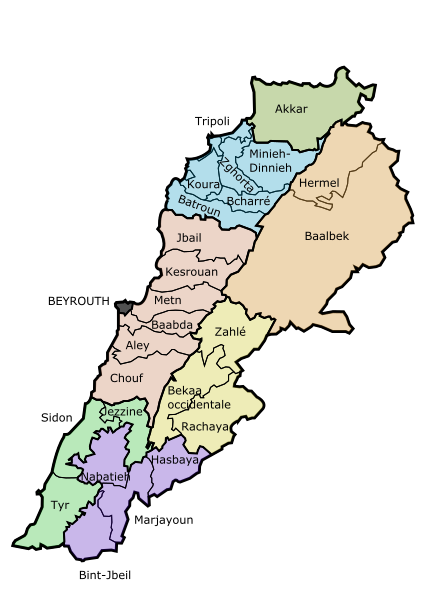
レバノンの郡

レバノンの県では最多となる6郡に区分される。
- Batroun District
- Bsharri District
- コウラ郡（英語版）
- Miniyeh–Danniyeh District
- トリポリ
- ザガルター郡（英語版）